# جوزف روزیر
جوزف روزیر (به انگلیسی: Joseph Rosier) سناتور سابق عضو حزب دموکرات ایالات متحده آمریکا بود. وی در سال ۱۹۴۱ تا ۱۹۴۲ میلادی سناتور ایالت ویرجینیای غربی در سنای ایالات متحده آمریکا بود.